# Филаделфия (Киликия)
Вижте пояснителната страница за други значения на Филаделфия.
Филаделфия (на латински: Philadelphia, Philadelpheia; на старогръцки: Φιλαδελφία, Φιλαδελφεῖα; на латински: Dioecesis Philadelphiensis Minor) е древен град в Киликия в Мала Азия.
Градът е принадлежал към Kilikia Tracheia на южния турски Средиземноморски бряг и не е точно локализиран.
Филаделфия се намирал по времето на Римската империя в римската провинция Киликия (Cilicia), а през късната древност в Исаврия. През 2 век градът е издавал монети
През късната древност Филаделфия е християнска епископия. Днес е с името Philadelphia Minor (на италиански: Filadelfia Minore) една Титулярна епископия на римокатолическата църква в църковната провинция Seleucia in Isauria.

## Гръцки епископи
- Ипсистио † 381
- Мегалио † 451
- Атанасио † 458
- Стефано † 787

## Списък на титулярните епископи
- Бернардо Леонардо Фей Шнайдер CSsR (1952-1968), Koadjutor епископ на Потоси